# 所罗门圣殿 (圣保罗)
所罗门圣殿 (IPA：[ˈtẽplu dʒi saloˈmɐ̃w̃]), 是上帝王国统一教会（UCKG）所建的一座所罗门圣殿复制品，位于巴西圣保罗。
据巴西媒体报道，这座所罗门圣殿是耶路撒冷古代所罗门圣殿的精确复制品。据教会领袖说，其外观与耶路撒冷圣殿完全一样， 只是尺度扩大了。
新灵恩运动的创始人领袖埃迪尔·马塞多主教，在建造时解释说，“我们正在准备建造这座圣殿，与所罗门的圣殿一样。所罗门圣殿使用了成吨的黄金，是纯金 … 我们虽然不会建造一座黄金的圣殿，但是毫无疑问，我们会花费成吨的钱。”马塞多主教说，这座圣殿的高度是里约热内卢天主教所建的救世基督像的两倍。圣殿内有根据圣经建造的约柜的复制品。
上帝王国统一教会于1977年在巴西成立。它声称有800万信徒，住在180个不同的国家。它有一个电视频道 RecordTV，和一份周报Folha Universal,发行给250万个家庭，据称马塞多主教的博客每月点击量高达400万次。

## 圣殿
圣殿于2014年7月31日正式落成， 揭幕典礼吸引了数千名信徒，包括巴西前总统迪尔玛·罗塞夫在内。
圣殿既是礼拜场所，也是教会的世界总部。这座巨型教堂可容纳1万名礼拜者，高55米，相当于18层楼房的高度。因此，它的尺度远远超过复制的原作，圣经中记载所罗门圣殿的高度只有13米，即30肘（列王纪上6:2）。
圣殿最突出的特征之一，是它巨大的中央祭坛。它是约柜的精确复制品，根据《出埃及记》中描述的规格建造。表面完全用金箔覆盖。约柜后面是圣殿的浸礼池，祭坛上方是100平方米的金色花窗玻璃。
圣殿的大部分空间都用于主圣殿。殿内排列着从西班牙进口的长凳，面向主祭坛。殿内有一个传送带系统，用于将什一奉献和祭物从祭坛直接运到安全的房间。主天花板上装饰着1万个 LED 灯泡，组成不同的图案，看起来像星星。为与圣殿的犹太主题保持一致，墙壁上装饰着犹太教灯台，入口设有一个大型灯台。
该堂还不惜一切代价，设计了许多其他设施。除了主圣殿外，还有 36 个房间，作为儿童圣经学校，可容纳约 1，300 名儿童，广播和电视工作室，一个有关古代圣殿的博物馆，以及 84 间不同大小的主教和牧师公寓。 这个11层的建筑群，包括一些室外设施，如直升机着陆场，一个橄榄园（根据耶路撒冷附近的客西马尼园），以及几个国家的国旗。有一个停车场，可停靠1,000辆汽车和50辆巴士。
2019年9月，巴西总统雅伊尔·博索纳罗参观圣殿，以加强与上帝王国统一教会的联系
。

## 建造
圣殿建设费用约为3亿美元。2010年原预算为2亿美元。该建筑花了四年时间才建成，由建筑师罗格里奥·席尔瓦·德阿拉霍设计。
圣殿占据了整个城市街区，为了获得空间来建造圣殿，购买了24栋房屋。 为应对巨大的交通流量，对周边街道采用了新的交通信号，以及其他改进措施。
建造圣殿共使用了28，000立方米的混凝土和两吨钢材。  教会还从以色列进口价值800万美元的耶路撒冷石。这种石头被用来覆盖圣殿的中心柱子、入口和中央走道。马塞多告诉卫报，“我们签署了合同，订购来自耶路撒冷的石头，就像在2000年前以色列建造圣殿的石头一样，石头是上帝力量的见证。”

## 犹太人的观点
巴西的犹太人社区总体上接受这座圣殿，稍有点勉强。以色列驻巴西大使拉斐尔·埃达德（Rafael Edad）在圣殿建设结束时表示，“建造如此伟大、细节如此之多的建筑，四年时间太短。它和巴西一样伟大，我无话可说。” 也有些人的感觉比较复杂，如巴西的拉比尼尔顿·邦德说，“一方面，该建筑体现了犹太文化和历史，是有利的，但另一方面，其巨大的尺度，和积极的营销，却很奇怪。”